# Gustafva Sofia Hjärne
Gustafva Sofia Hjärne, född Rosenborg, 4 juli 1780 i Kloster, död 6 mars 1860 i Helsingfors, var en svensk friherrinna, författare och salongsvärd.
Hon var dotter till Anders Rosenborg och Christina Charlotta Funck och gifte sig år 1801 med generalmajor friherre Gustaf Hjärne. Hon stod från sitt giftermål värd för en av de första litterära salongerna i Finland i Helsingfors, där hon bland annat arrangerade konserter och maskerader. Enligt vissa källor deltog i Sofia Hjärne i skedet då fästet Sveaborg överlämnades till ryssarna under finska kriget 1808–1809, något som förhindrade ett slag. Hon var en av de officersfruar som påstås ha bidragit till Sveaborgs kapitulation 1808. Enligt en gammal teori bidrog en förrädisk intrig iscensatt av ett antal officershustrur med Sofia Hjärne som centralfigur till Sveaborgs fall, snarare än viceamiral Cronstedts svek och förräderi. Hjärne blev tillsammans med de övriga cirka 2000 militärhustrur och barn i Sveaborg ryska krigsfångar vid dess fall och förvisades då till Borgå för resten av kriget. 
Efter kriget var hon en central gestalt inom Helsingfors nöjesliv och höll litterär salong som hustru åt landshövdingen i Tavastehus Gustaf Hjärne. Hon ägnade sig även åt hjälp åt de hemlösa efter Tavastehus brand 1831. Hon utgav 1831 anonymt romanen Tawastehus Slott. En Romans fra Birger Jarls af Bjelbo tidehwarf (P). Hon översatte två pjäser och skrev anonymt poem för almanackor och tidningar.